# Centar 2 (Mostar)
Centar II je naselje u sastavu grada Mostara, Federacija Bosne i Hercegovine, BiH.

## Zemljopis
Centar II se nalazi sjeverno od Starog mosta. Izgrađeno je za vrijeme Druge Jugoslavije. Centar II je karakterističan po neboderima. U Centru II živi oko 20.000 stanovnika. To ga čini jednim od najnaseljenijih naselja u gradu Mostaru i čitavoj Hercegovini. U Centru II se nalazi najveće gradilište sportske dvorane u Hercegovini. Također se nalazi i gradilište nove župne crkve sv. Ivana apostola i evanđelista. Gradnja ove župne crkve je počela prije posljednjeg rata, osamdesetih godina prošlog stoljeća. Većina stanovnika u Centru II su Hrvati. Ovdje se još nalaze vrtić, Osnovna škola Ilije Jakovljevića, Gradski bazen, Stambeno-poslovni objekt Mljekara, Vatrogasni dom, pogoni nekadašnjeg Žitoprometa (silosi, mlin i pekara), zgrada uprave Vodovoda Mostar, zgrada uprave Elektroprivrede Hrvatske zajednice Herceg Bosne, najveći trgovački centar u Bosni i Hercegovini Trgovačko-uredski-hotelski Poslovni centar Mepas Mall koji se prostire se na 100.000 m² i čija se vrijednost procjenjuje na 60,000.000 eura, te stambeno-poslovni centar Orca.

## Poznati iz Centra II
- Marino Marić
- Franjo Vladić
- Ornela Vištica